# Bernhard von Gudden
Johann Bernhard Aloys Gudden, din 1875 Ritter von Gudden (n. 7 iunie 1824, Kleve – d. 13 iunie 1886, Würmsee, astăzi Starnberger See, la Schloss Berg) a fost un neuroanatomist și psihiatru german. Gudden a fost un psihiatru respectat în Germania și a fost numit medic personal al regelui Ludovic al II-lea al Bavariei.

## Biografie
În 1848 Gudden a obținut doctoratul la Universitatea din Halle și a început să lucreze ca intern la azilul din Siegburg sub autoritea lui Carl Wigand Maximilian Jacobi (1775-1858). Între 1851 - 1855 a lucrat ca psihiatru sub autoritea lui Christian Friedrich Wilhelm Roller (1802–1878) în azilul pentru bolnavii cu boli psihice din Baden. Între 1855-1869 a fost director a Unterfränkische Landes-Irrenanstalt – o instituție pentru bolnavii cu boli psihice din Werneck.
În 1869 a fost numit director al Spitalului Burgholzli și profesor de psihiatrie la Universitatea din Zürich. În 1872 a fost numit director al Irrenanstalt-Kreis (azil pentru bolnavii cu boli psihice) din Bavaria superioară situat în München. Ulterior a fost profesor de psihiatrie la Universitatea din München.
Gudden a adus contribuții majore în domeniul neuroanatomiei, în special în lucrările sale de cartografiere și descrierea a căilor de conducere, conexiunilor, centrelor neuroanatomice a rețelei nervilor cranieni și optici. Fibrele comisurale ale tractului optic sunt numite comisuri ale Gudden în onoarea sa. A inventat un microtom specializat pentru secționarea creierului în studiile patologice.
Printre studenții  și asistenți săi bine-cunoscuți se numără Emil Kraepelin (1856-1926), Franz Nissl (1860-1919), Auguste-Henri Forel (1848-1931), Sigbert Josef Maria Ganser (1853-1931) și Oskar Panizza (1853-1921).
În calitate de director de instituții psihiatrice, Gudden a susținut o politică fără constrângeri, tratamentul uman al bolnavilor psihici, interacțiunea socială comunală printre pacienți și un personalul medical bine instruit. Acestea au fost considerate idei inovatoare și revoluționare în tratamentul bolnavilor cu boli psihice la mijlocul secolului al 19-lea.
Gudden a fost medicul personal al regelui Ludovic al II-lea al Bavariei. Pe 13 iunie 1886 la ora 23:30, regele Ludovic și Gudden au fost găsiți morți în apă lângă malul Lacului Starnberg, chipurile  înecați, sau eventual asasinați. Detaliile morții lor rămân un mister.
După moartea lui Gudden, lucrări sale au fost colectate și editate de ginerele său, psihiatrul Hubert von Grashey (1839-1914), și au fost publicate în 1889 și de sub titlul Bernhard von Gudden’s gesammelte und hinterlassene Abhandlungen.

## Eponime legate de Bernhard
- comisura Gudden
- fasciculul mamilotegmental Gudden
- nucleele tegmentale Gudden
- ganglion Gudden